# Val Spluga
Le val Spluga, aussi connu comme le val de San Giacomo, est une vallée italienne de la province de Sondrio (Lombardie), qui s'étend du col du Splügen, sur la frontière avec la Suisse, au sud de Chiavenna.

## Géographie
Il s'agit d'une vallée d'origine glaciaire parcourue par la rivière Liro. La vallée sépare les Alpes occidentales des Alpes orientales.

## Administration
La vallée comporte trois communes : San Giacomo Filippo, Campodolcino et Madesimo.